# Temporada 1951-52 de l'NBA
La temporada 1951-52 de l'NBA fou la sexta en la història de l'NBA. El Minneapolis Lakers fou el campió després de guanyar al New York Knicks per 4-3.

## Classificacions
Divisió Est
| Equip                 | V  | D  | %V   | P  |
| --------------------- | -- | -- | ---- | -- |
| Syracuse Nationals    | 40 | 26 | ,606 | -  |
| Boston Celtics        | 39 | 27 | ,591 | 1  |
| New York Knicks       | 37 | 29 | ,561 | 3  |
| Philadelphia Warriors | 33 | 33 | ,500 | 7  |
| Baltimore Bullets     | 20 | 46 | ,303 | 20 |

Divisió Oest
| Equip                  | V  | D  | %V   | P  |
| ---------------------- | -- | -- | ---- | -- |
| Rochester Royals       | 41 | 25 | ,621 | -  |
| Minneapolis Lakers C   | 40 | 26 | ,606 | 1  |
| Indianapolis Olympians | 34 | 32 | ,515 | 7  |
| Fort Wayne Pistons     | 29 | 37 | ,439 | 12 |
| Milwaukee Hawks        | 17 | 49 | ,258 | 24 |

* V: Victòries
* D: Derrotes
* %V: Percentatge de victòries
* P: Diferència de partits respecte al primer lloc
* C: Campió

## Estadístiques
| Categoria                   | Jugador      | Equip                 | Mitjana/% |
| --------------------------- | ------------ | --------------------- | --------- |
| Punts per partit            | Paul Arizin  | Philadelphia Warriors | 25,4      |
| Rebots per partit           | George Mikan | Minneapolis Lakers    | 13,5      |
| Assistències per partit     | Andy Phillip | Philadelphia Warriors | 8,2       |
| Percentatge de tirs de camp | Paul Arizin  | Philadelphia Warriors | 44,8      |
| Percentatge de tirs lliures | Bob Wanzer   | Rochester Royals      | 90,4      |

## Premis
- Primer quintet de la temporada
  - Paul Arizin, Philadelphia Warriors
  - Bob Cousy, Boston Celtics
  - Ed Macauley, Boston Celtics
  - Bob Davies, Rochester Royals
  - Dolph Schayes, Syracuse Nationals
  - George Mikan, Minneapolis Lakers

- Segon quintet de la temporada
  - Vern Mikkelsen, Minneapolis Lakers
  - Andy Phillip, Philadelphia Warriors
  - Larry Foust, Fort Wayne Pistons
  - Jim Pollard, Minneapolis Lakers
  - Bob Wanzer, Rochester Royals